# Hadena uncifera
Hadena uncifera là một loài bướm đêm trong họ Noctuidae.